# ヌマゼリ
ヌマゼリ（沼芹、学名: Sium suave var. nipponicum）は、セリ科ムカゴニンジン属の多年草。トウヌマゼリ Sium suave を基本種とする変種。別名、サワゼリ（沢芹）。

## 特徴
根は白くてひげ状になる。茎は直立し、多く分枝して、高さは60-100cmになり、緑色で中空になり、稜線がある。茎葉は互生し、葉柄があり、葉柄の基部が葉鞘になって茎を抱く。根出葉の葉柄は長い。葉は7-9個からなる奇数羽状複葉になり、小葉は狭卵形から広披針形で、長さ3-10cm、幅1-2cm、縁に鋸歯があり、側小葉に小葉柄はない。上部の茎葉はしだいに小型になり、小葉の数も少なくなる。植物体全体に無毛。
花期は7-9月。茎頂か、分枝した先端に複散形花序をつける。花は白色の5弁花で花弁は内側に曲がる。複散形花序の下にある総苞片、小花序の下にある小総苞片は、広線形で下方に沿う。小さな三角形の萼歯片がある。雄蕊は5個、子房は下位で、花柱は2個ある。果実は長さ3-3.5mmになる楕円形または倒卵形で、分果の隆条は太く相接し、分果の断面はほぼ五角形になる。油管は10個ほどある。

## 分布と生育環境
日本では、北海道、本州、四国、九州に分布し、低地の湿地や、池、沼、小川などの岸辺に生育する。世界では、朝鮮半島、中国大陸（東北部）に分布する。

## 名前の由来
和名ヌマゼリは、「沼芹」の意で、別名、サワゼリ「沢芹」ともに生育環境を表す。1856年（安政3年）に出版された飯沼慾斎の『草木図説』に「サハゼリ」「ヌマゼリ」の名前がある。
種小名（種形容語）suave は、「快い」「気持ちのよい」の意味。変種名 nipponicum は、「日本の」の意味。

## 種の保全状況評価
絶滅危惧II類 (VU)（環境省レッドリスト）
（2020年、環境省）

都道府県のレッドデータ、レッドリストの選定状況は次の通り。
岩手県-Aランク、宮城県-準絶滅危惧(NT)、福島県-絶滅危惧II類(VU)、茨城県-絶滅危惧II類、栃木県-要注目、群馬県-絶滅危惧IA類(CR)、埼玉県-絶滅危惧IA類(CR)、千葉県-要保護生物(C)、東京都-情報不足(DD)、神奈川県-絶滅(EX)、静岡県-絶滅危惧IB類(EN)、愛知県-絶滅(EX)、三重県-絶滅(EX)、滋賀県-分布上重要種、京都府-絶滅種、大阪府-絶滅(EX)、兵庫県- Aランク、山口県-絶滅危惧IA類(CR)、徳島県-絶滅(EX)、香川県-絶滅危惧I類(CR+EN)、愛媛県-絶滅危惧IB類(EN)、高知県-絶滅危惧IA類(CR)、長崎県-準絶滅危惧(NT)、熊本県-絶滅危惧IA類(CR)、大分県-絶滅の恐れのある地域個体群(LP)、宮崎県-絶滅危惧IA類(CR-r,g,d)、鹿児島県-絶滅危惧I類

## ギャラリー

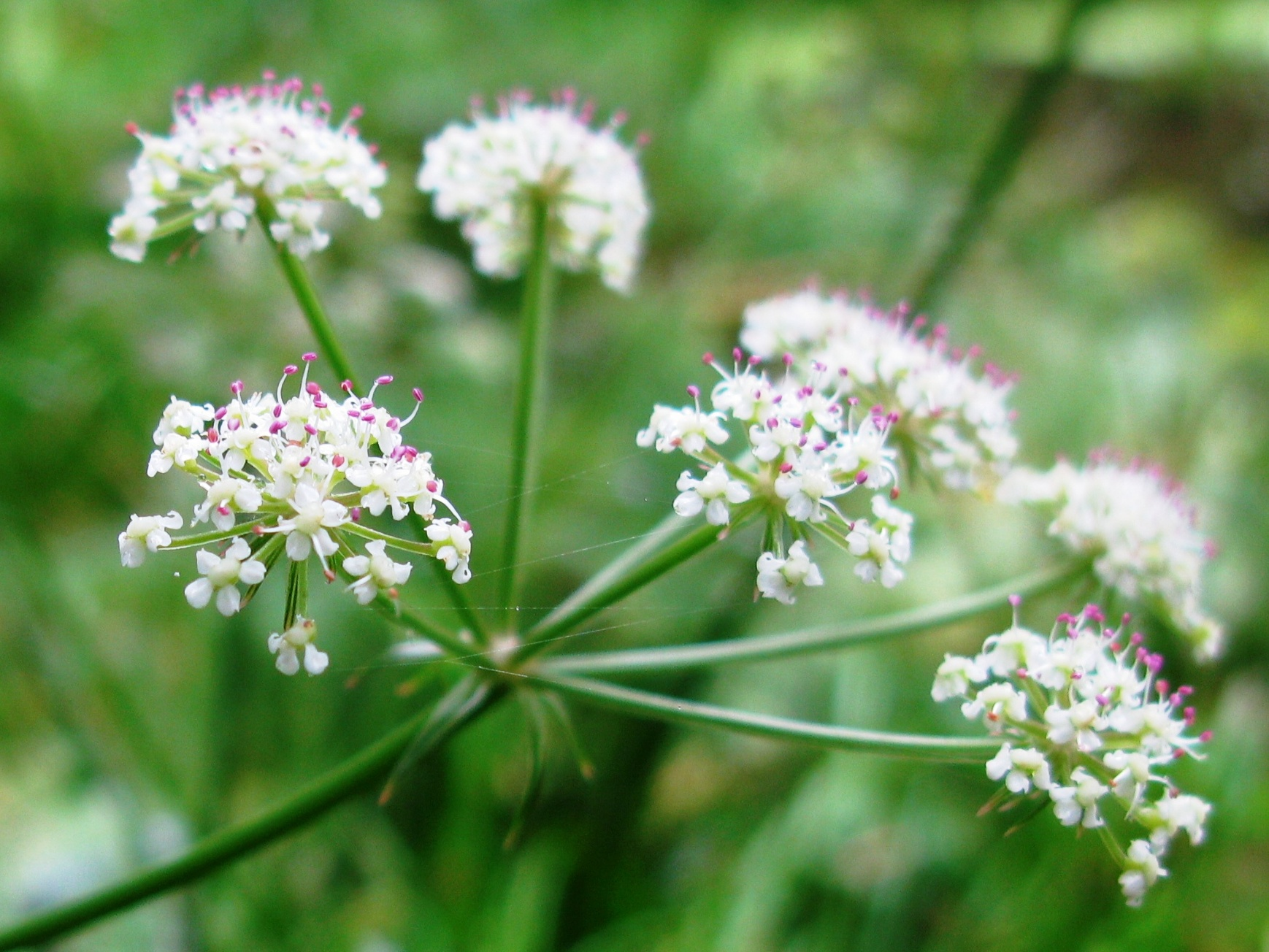
先端に複散形花序をつける。花は白色の5弁花で花弁は内側に曲がる。
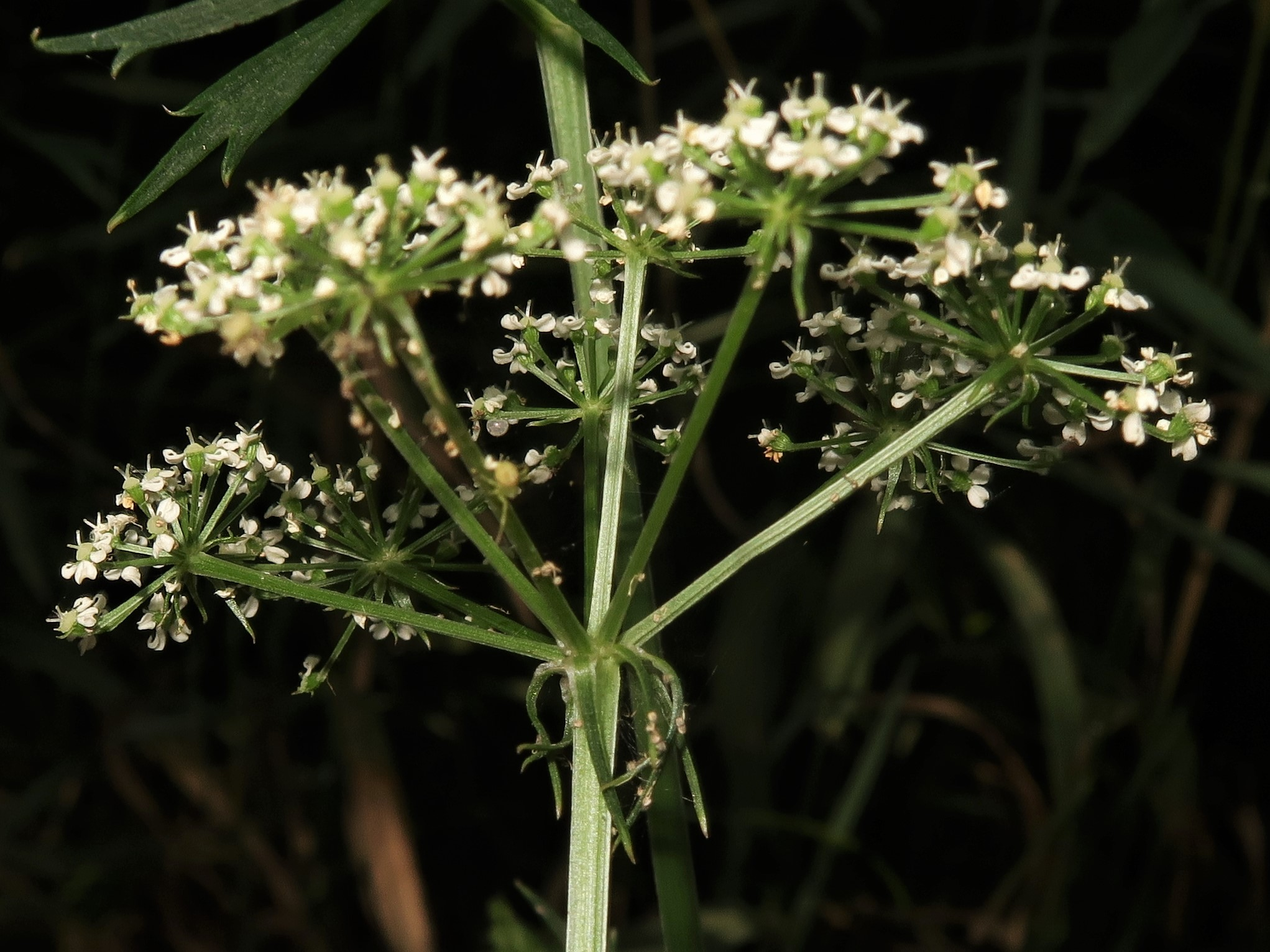
複散形花序の下にある総苞片、小花序の下にある小総苞片は、広線形で下方に沿う。
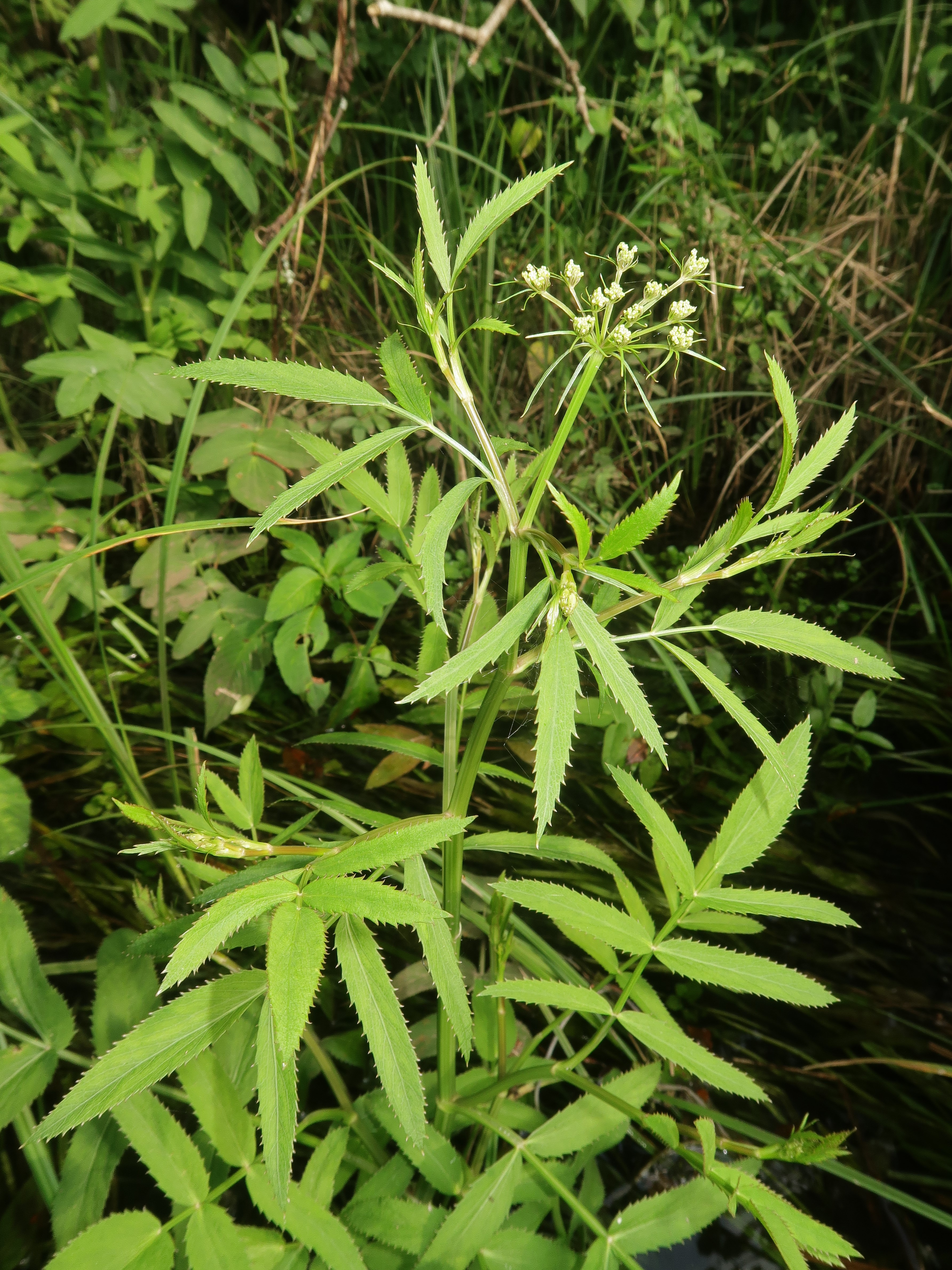
茎は直立し、多く分枝して、緑色で稜線がある。
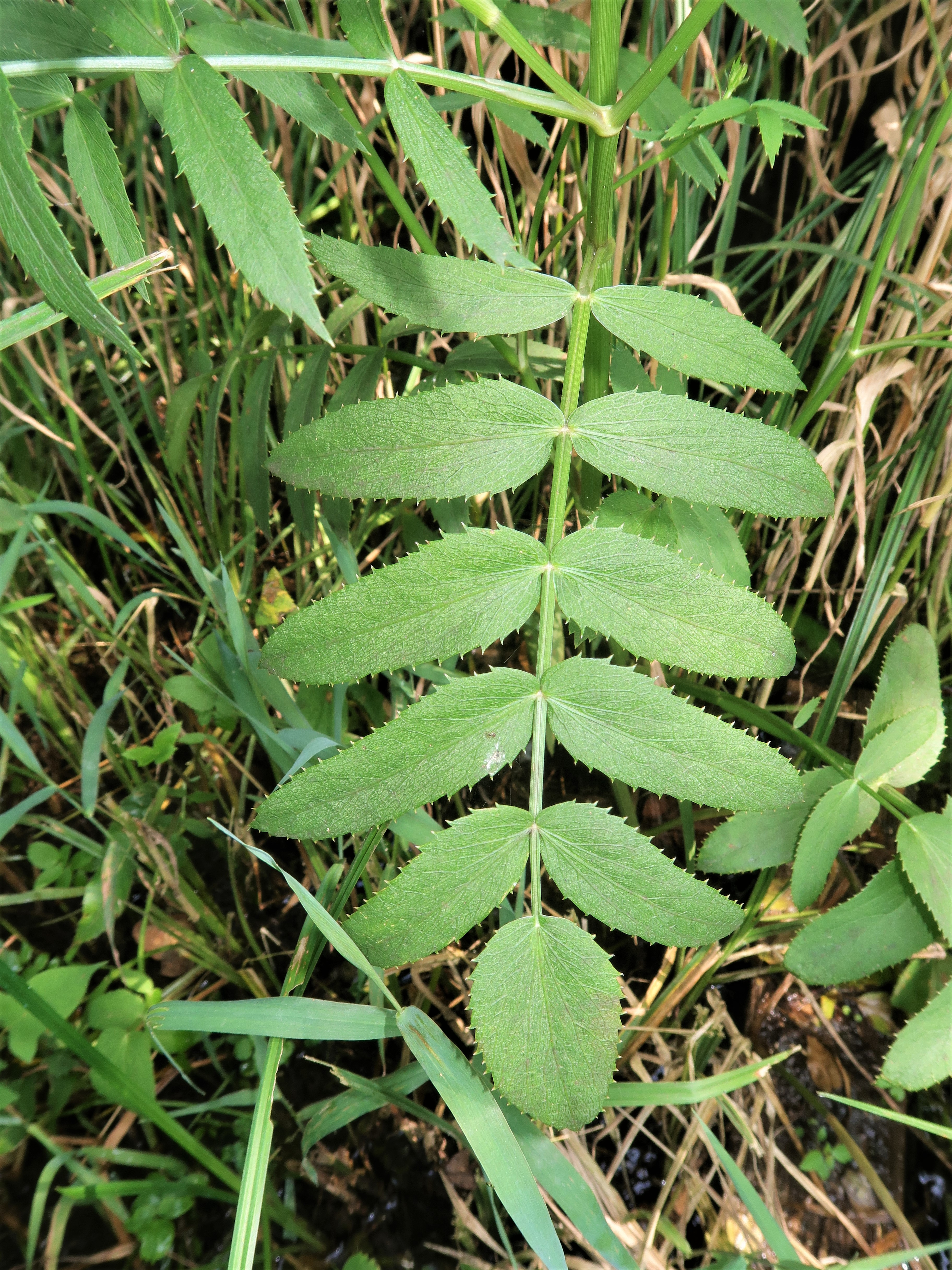
葉柄の基部が葉鞘になって茎を抱く。葉は奇数羽状複葉になり、小葉は狭卵形から広披針形で、縁に鋸歯があり、側小葉に小葉柄はない。
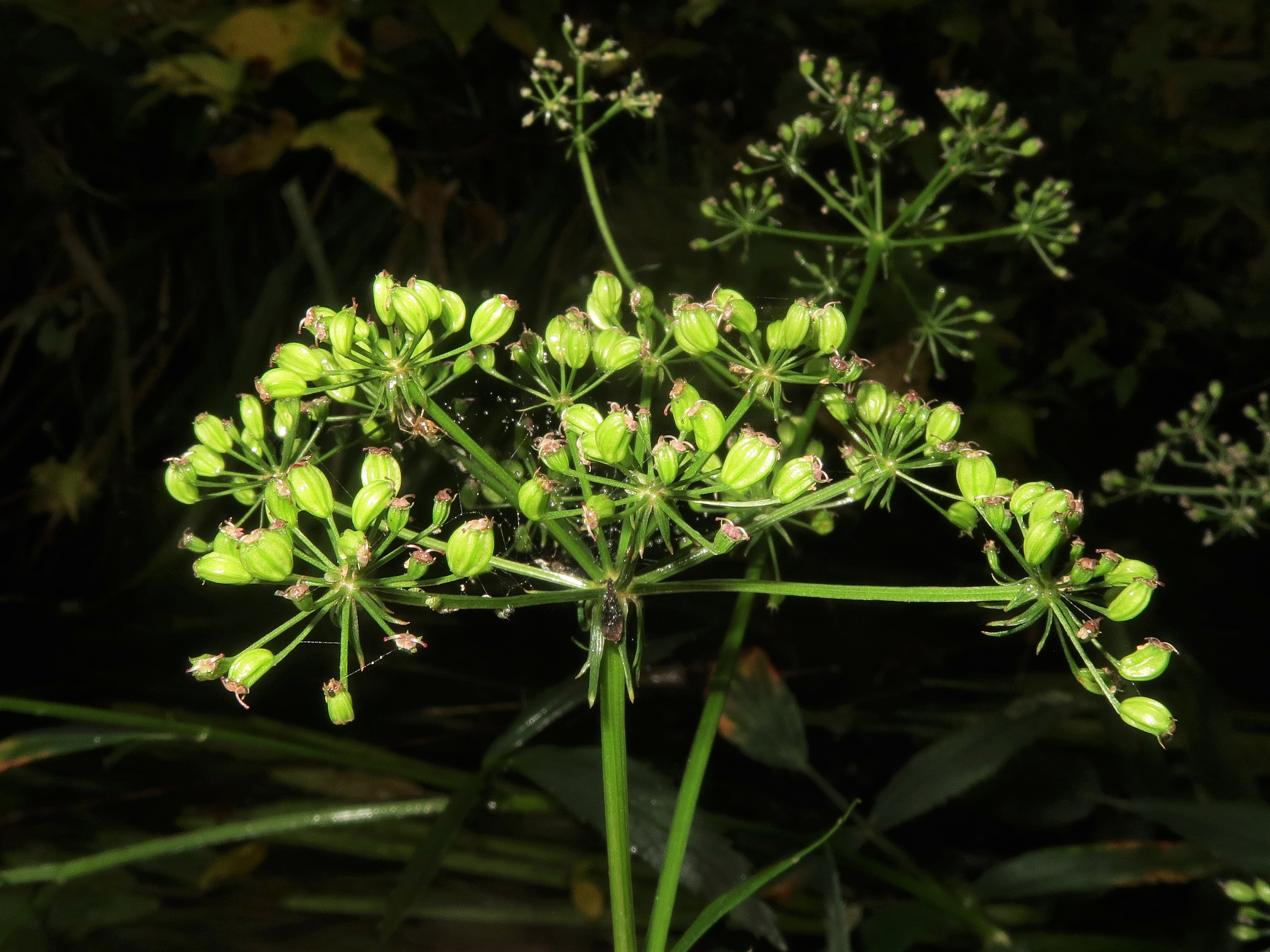
果実は楕円形または倒卵形で、分果の隆条は太く相接する。

## 基本種、変種
- トウヌマゼリ（唐沼芹） Sium suave Walter (1788) var. suave[12] - ヌマゼリの基本変種。茎は中空で、6-7個の稜があり、高さ60-100cmになる。小葉は7-17個あり、長さ10cm前後、幅5-15mmと細く、線形に近い披針形になり、縁の鋸歯は鋭い。ヌマゼリと比べ、萼歯片が目立たない。別名、ホソバトウヌマゼリ。本州、北海道、中国大陸の他、北半球に広く分布する[6][7][13]。
- ヒロハヌマゼリ Sium suave Walter var. ovatum (Yatabe) H.Hara (1952)[14] - トウヌマゼリの変種。小葉が広くて卵形になる。はじめ、矢田部良吉 (1891)により、Sium ovatum Yatabe、ヒロハノヌマゼリとされたもの[14][15]